# Laddie Lewis
Lionel F. „Laddie“ Lewis (* 1915; † unbekannt) war ein guyanischer Radrennfahrer.

## Sportliche Laufbahn
Lewis war im Bahnradsport und im Straßenradsport aktiv. 1948 war er Teilnehmer der Olympischen Sommerspiele in London für das damalige Britisch-Guyana. Im Sprint schied er im Vorlauf gegen Jacques Bellenger aus. Im Zeitfahren wurde er beim Sieg von Jacques Dupont 21. Im olympischen Straßenrennen war er ausgeschieden.